# Trebandad ökenlöpare
Trebandad ökenlöpare (Rhinoptilus cinctus) är en afrikansk fågel i familjen vadarsvalor inom ordningen vadarfåglar. IUCN kategoriserar den som livskraftig.

## Utseende och läten
Trebandad ökenlöpare är en rätt stor (25–27 cm) ökenlöpare, större än tvåbandad ökenlöpare med rostfärgade, svarta och vita band på bröst och hals. Ett vitt ögonbrynsstreck delar sig bakom ögat och sträcker sig bak i nacken. I flykten syns vit övergump men rätt enfärgad vingöversida med mörkare bruna vingpennor än tvåbandad ökenlöpare. Lätet är ett upprepat "kika-kika-kika" som levereras nattetid.

## Utbredning och systematik
Trebandad ökenlöpare delas in i fem underarter med följande utbredning:
- Rhinoptilus cinctus mayaudi – Etiopien och norra Somalia
- Rhinoptilus cinctus balsaci – södra Somalia och nordöstra Kenya
- Rhinoptilus cinctus cinctus – sydöstra Sydsudan och nordvästra Kenya
- Rhinoptilus cinctus emini – södra Kenya till Tanzania och norra Zambia
- Rhinoptilus cinctus seebohmi – södra Angola och norra Namibia till Zimbabwe och norra Sydafrika

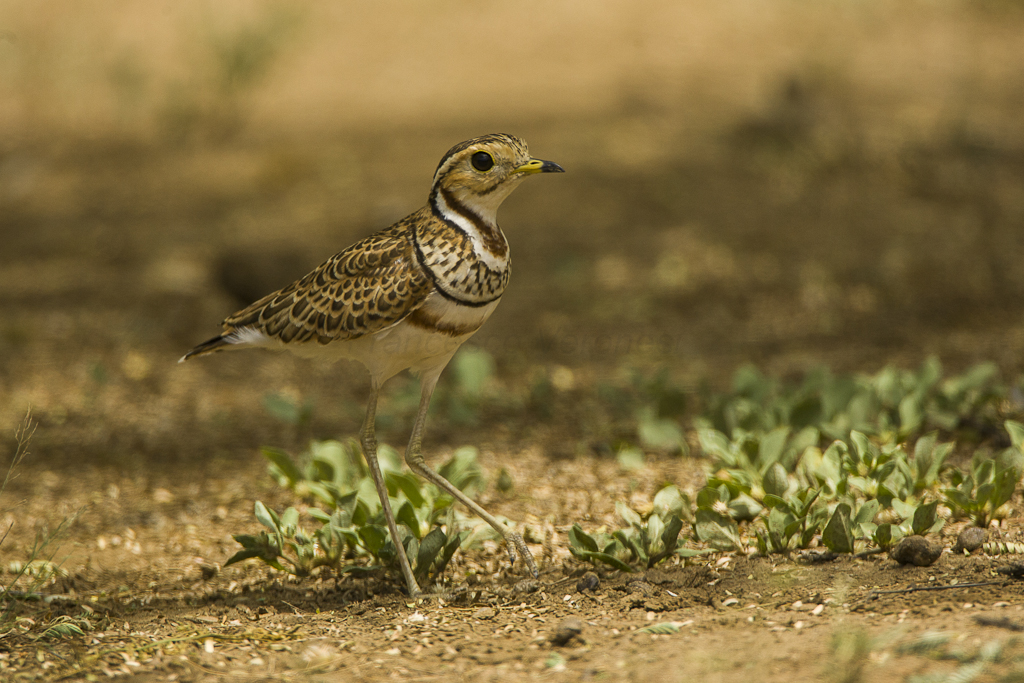
Trebandad ökenlöpare i Kenya.

## Levnadssätt
Trebandad ökenlöpare hittas i torr och halvtorr savann. Den är mest aktiv nattetid och vilar dagtid under buskar. Födan är mycket dåligt känd, men lever troligen utselutande av insekter som den jagar på marken. Den lägger ägg mellan mars och juli samt i december i Somalia, januari–oktober i Etiopien och mestadels under torrperioden i Östafrika. Arten är huvudsakligen stannfågel.

## Status
Arten har ett stort utbredningsområde och internationella naturvårdsunionen IUCN kategoriserar arten som livskraftig. Beståndsutvecklingen är dock oklar.

## Namn
Fågeln har på svenska även kallats Heuglins ökenlöpare efter Theodor von Heuglin som beskrev arten 1863.